# لامپوژنیا
لامپوژنیا (به لاتین: Lampozhnya) یک منطقهٔ مسکونی در روسیه است که در استان آرخانگلسک واقع شده‌است.